# Rebbelberga kyrka
Rebbelberga kyrka är en kyrkobyggnad i norra delen av Ängelholm. Den tillhör Ängelholms församling i Lunds stift. Från början var den landsbygdskyrka, men är numera omgiven av Ängelholms stadsbebyggelse.

## Kyrkobyggnaden

### Medeltida
Första kyrkan på denna plats uppfördes någon gång i slutet av 1100-talet eller i början av 1200-talet och utgjordes av ett tvåkvadratiskt långhus med ett långsmalt rakt avslutat kor. Kyrktornet byggdes till någon gång på medeltiden.

### Nuvarande
Åren 1866 till 1867 genomgick kyrkan en nästan total omvandling då ett nytt långhus byggdes utanpå och inneslöt det gamla långhuset. Så länge ombyggnaden pågick kunde församlingen fira gudstjänst i vanlig ordning. I ombyggnadens slutfas revs det inre ursprungliga långhuset och man hade en ny och större kyrka. Kyrkans östra ände försågs med ett absidliknande utsprång. Kyrkans torn och en del av västra väggen bevarades och ingår i nuvarande kyrkobyggnad. Kyrktornet anses vara Ängelholms äldsta byggnadsverk. Tornet och det nya långhuset belades med tegeltak och försågs med trappgavlar. Ännu en stor ombyggnad genomfördes 1934 då den lilla utbyggnaden mot öster revs och ersattes med ett rymligt rektangulärt kor. Vid denna tidpunkt sattes även tornuret upp som var en gåva till kyrkan.

## Interiör och inventarier
Kyrkorummet är vitkalkat och kalkades om när kyrkan genomgick en mindre renovering 2003. Samtidigt tog man bort några bänkrader för att ge utrymme till förråd.

### Altare
Framme vid koret finns en altaruppsats från 1911 som är ritad av domkyrkoarkitekt Theodor Wåhlin. Altartavlan är en kopia av Carl Blocks altartavla i Löderups kyrka och skildrar Jesu möte med de båda lärjungarna i Emmaus (Lukas 24:13-35).

### Dopfunt
Dopfunten hörde till den gamla kyrkan och tillverkades 1743. Dopfatet i mässing dateras till 1500-talet och är kyrkans äldsta föremål som fortfarande används.

### Predikstol
I samband med ombyggnaden fick kyrkan sin predikstol 1867. På 1930-talet försågs den med pannåer som är utförda av konstnär Arthur Larsson, Ängelholm.

### Orgel
- 1865 byggde Sven Fogelberg, Lund en orgel med 8 stämmor.
- 1918 byggde A. Mårtenssons Orgelfabrik AB, Lund en orgel med 12 stämmor.
- 1953 byggde Wilhelm Hemmersam, Köpenhamn en orgel med 12 stämmor.
- Den nuvarande orgeln byggdes 1972 av Olof Hammarberg, Göteborg. Den är helmekanisk med 14 stämmor fördelade på två manualer och pedal.

| Huvudverk I  | Svällverk II      | Pedal            | Koppel |
| Principal 8' | Gedakt 8´         | Gedaktpommer 16´ | I/P    |
| Rörflöjt 8'  | Koppelflöjt 4'    | Borduna 8'       | II/P   |
| Oktava 4'    | Principal 2'      | Koralbas 4'      | II/I   |
| Waldflöjt 2' | Oktava 1'         |                  |        |
| Mixtur IV    | Sesquialtera II   |                  |        |
| Skalmeja 8'  | Crescendosvällare |                  |        |

### Krucifix
Kyrkans äldsta inventarium är det berömda Rebbelbergakrucifixet och räknas som ett av Skånes äldsta. Det skars till under romansk tid och skildrar Kristus som den segrande konungen. Numera förvaras krucifixet i Lunds universitets historiska museum.

### Kyrksilver
Ett nattvardskärl finns med inskriptionen "Tillhör Rebbelberga kyrka 1860". Kärlet är betydligt äldre än så. I övrigt finns patén, sockenbudskalk och ljusstakar som skänktes till kyrkan 1872. En ny vinkanna och oblatask i siver togs i bruk 2005.

### Kyrkklockor
Storklockans ton är A1.
Lillklockans ton är Cis2.

### Övrigt
För några år sedan fick församlingen en dopkanna och dopskål i silver.
En brudkrona i förgyllt silver skänktes till församlingen 1953.

## Galleri

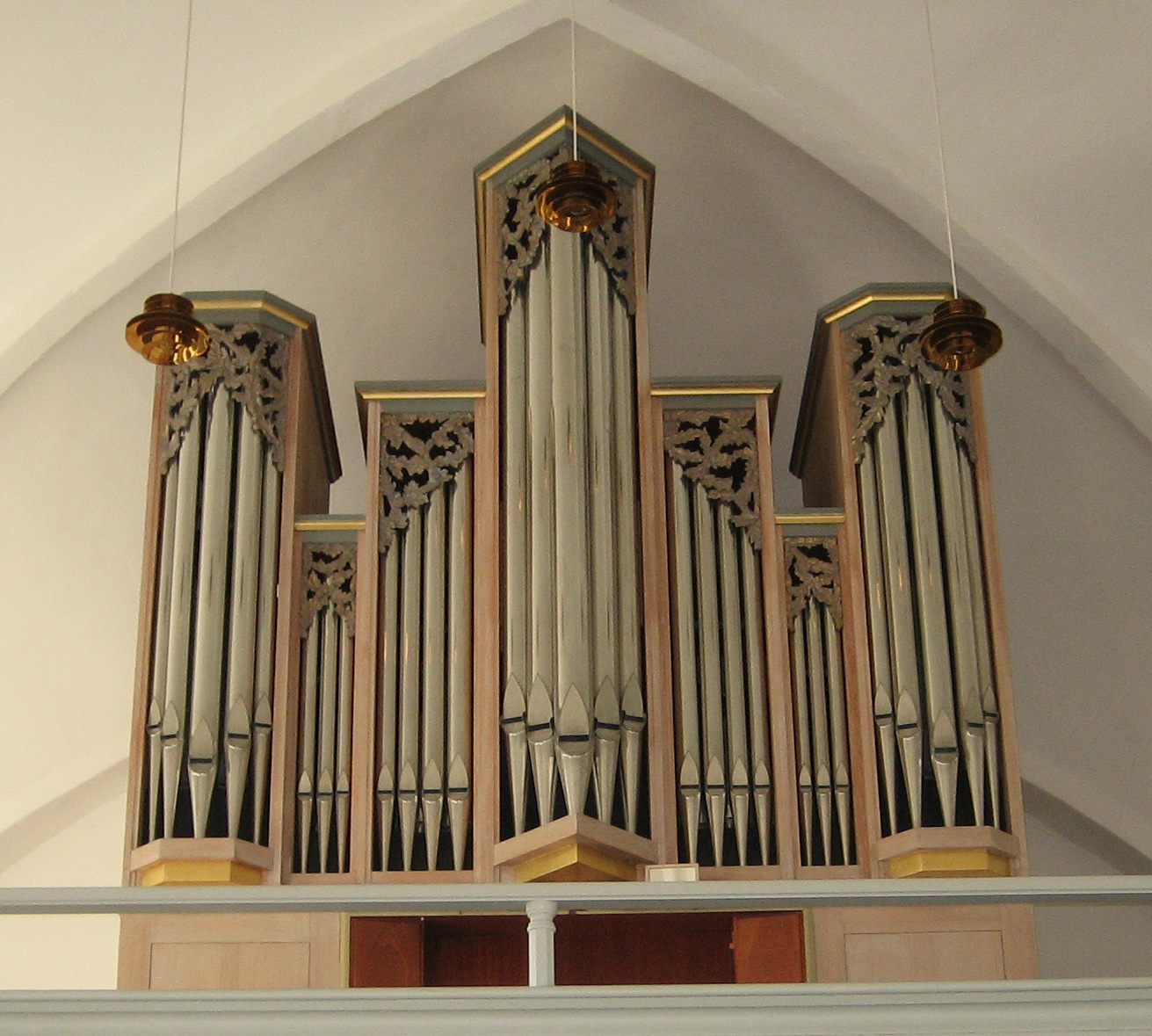
Orgel
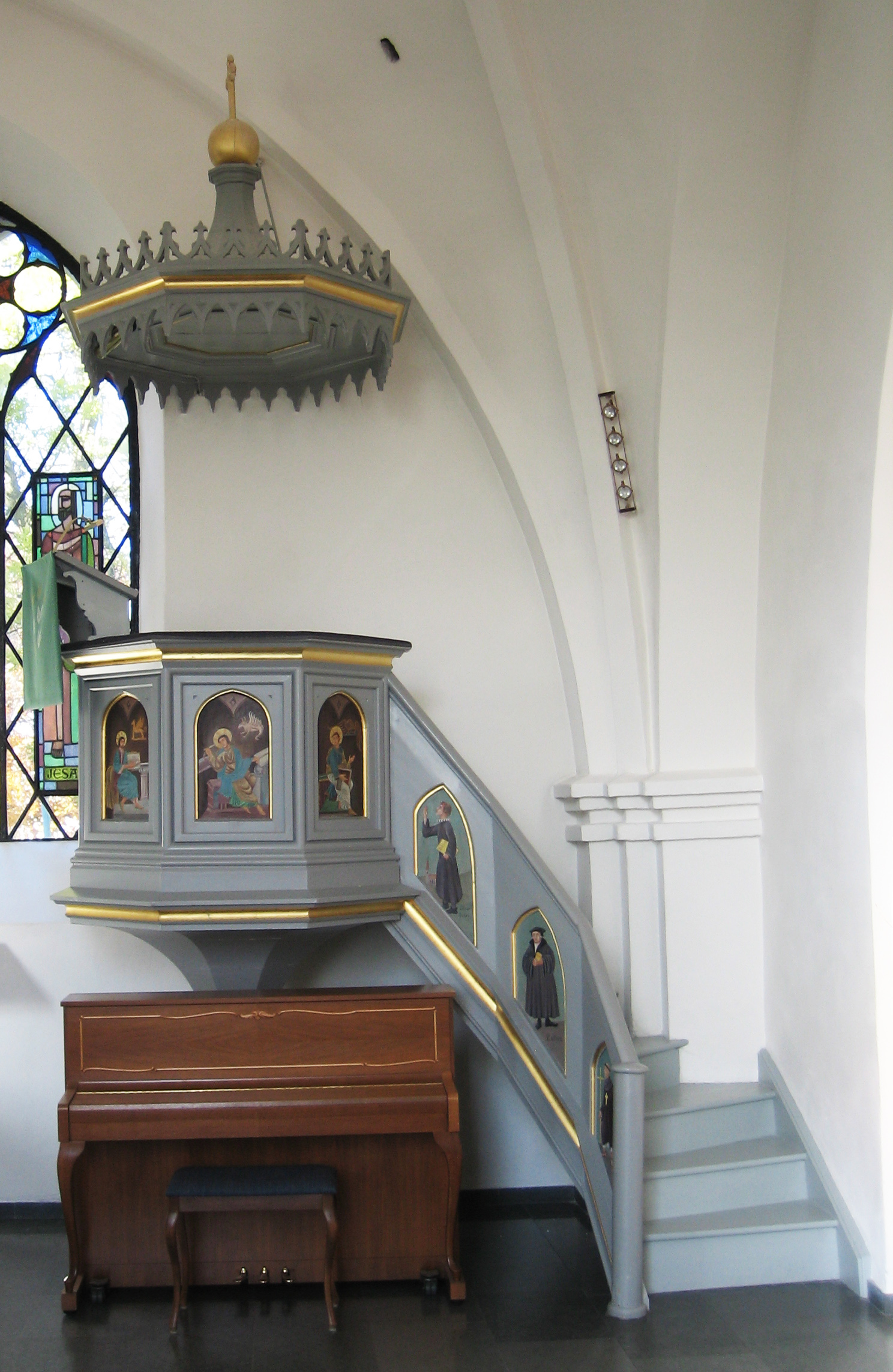
Predikstol från 1867
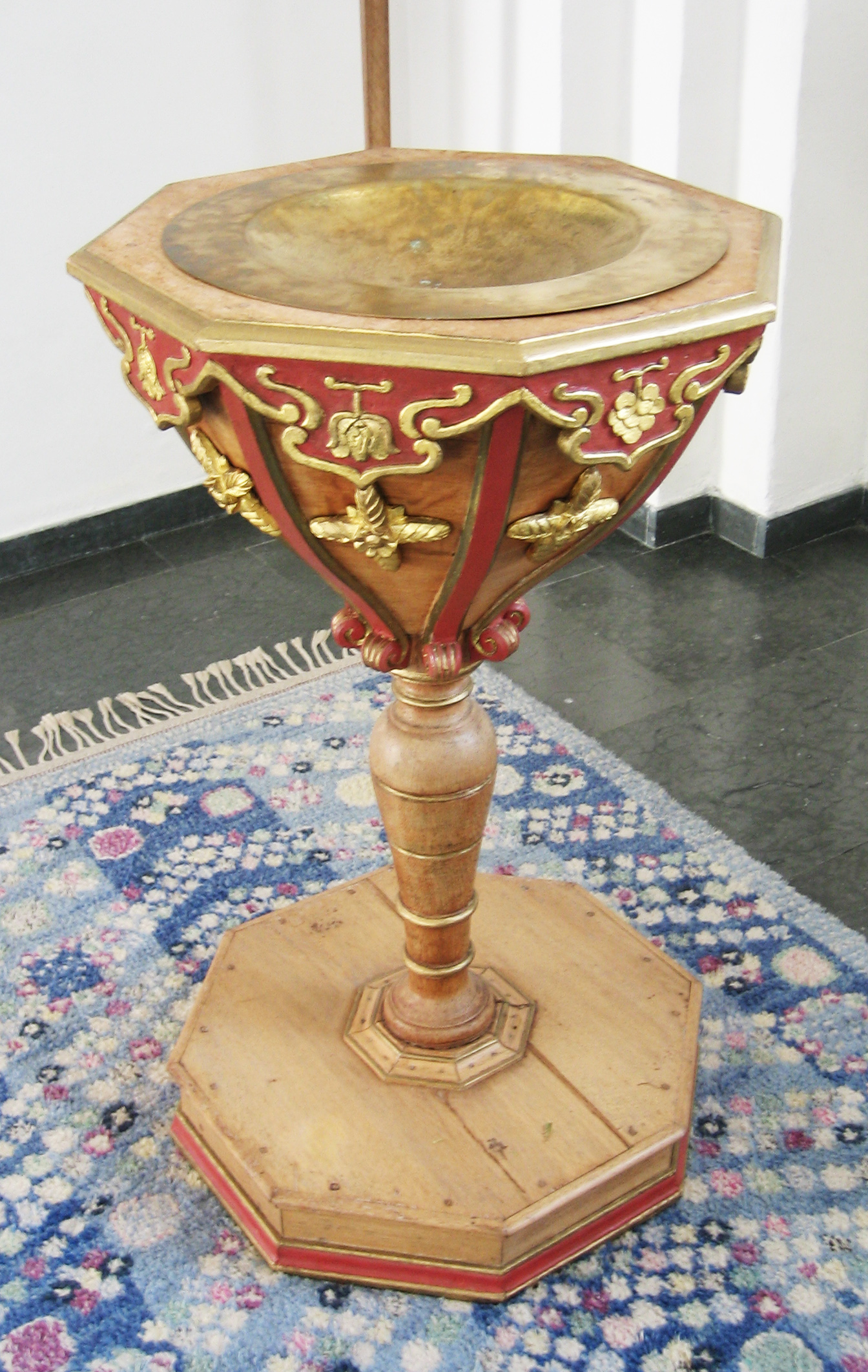
Dopfunt från 1743